# Steinmetzhaus (Himmelpforten)

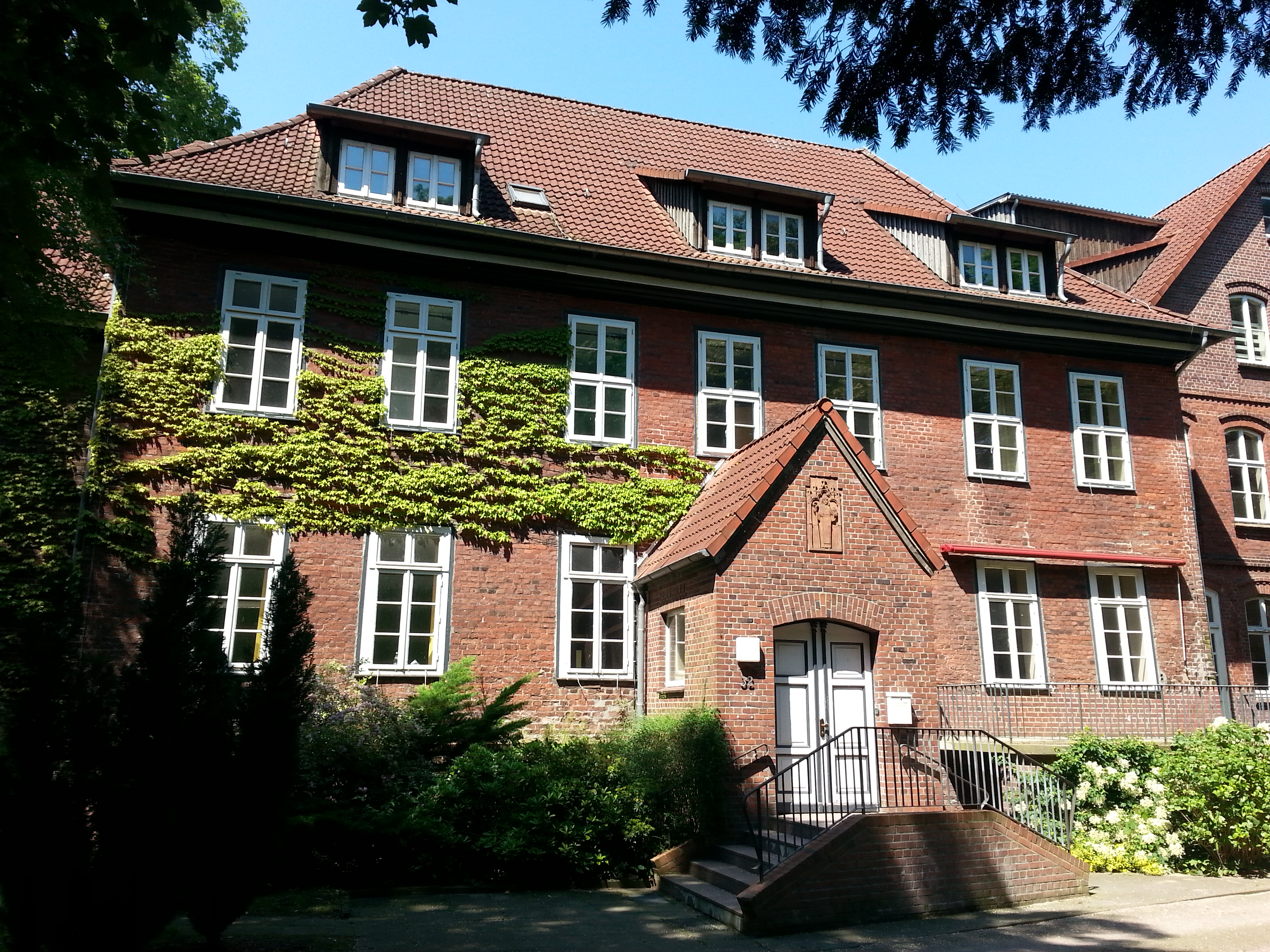
Steinmetzhaus, 2016

Das Steinmetzhaus ist ein historisches Gebäude in Himmelpforten.
Der zweigeschossige Bau hat einen L-förmigen Grundriss und besteht aus zwei Gebäudeflügeln.

## Geschichte
Der östliche Flügel wurde 1729 als Amtshaus für das Amt Himmelpforten auf den Kellern und Fundamenten des alten Nonnenklosters erbaut. Das Amt ging 1885 im Kreis Stade auf.
Der Nordflügel entstand 1901 im Zuge der nunmehrigen Nutzung des Gebäudes als Fürsorgeerziehungsheim („Knabentrakt“).
1891 wurde das Gebäude von Hermann Christian Ludwig Steinmetz (1831–1903), Generalsuperintendent der Generaldiözese Bremen-Verden der Evangelisch-lutherische Landeskirche Hannovers erworben. Er schuf hier ein „Rettungshaus“ für vernachlässigte schulpflichtige Kinder, das von einem 12-köpfigen Stiftungsvorstand im Sinne der Inneren Mission ab 1892 betrieben und durch einen Hausvater geleitet wurde. Bereits kurz nach Gründung der Anstalt wurden überwiegend nur noch jene Kinder im Haus aufgenommen, die das Landesdirektorium Hannover im Zuge der Zwangserziehung (ab 1901 Fürsorgeerziehung) gegen jährliche Kostgeldzahlungen zuweisen ließ.
Im Jahr 1942 übernahm die NSV das kirchliche Erziehungsheim. Sie wandelte es in ein Altersheim um.
Seit 1942 diente das Haus der NSV und ab 1945 dem Landkreis Stade als Seniorenheim. Am 15. August 1952 gab der Landkreis Stade das Haus nach langen Verhandlungen wieder in den Besitz der Stiftung "Rettungshaus Himmelpforten", die hier nun jedoch kein Fürsorgeerziehungsheim mehr einrichtete. Stattdessen wurde von der Stiftung ein kirchliches Sprengelheim eingerichtet, während ein Teil des Gebäudes dem diakonischen Birkenhof Hannover e.V. überlassen wurde. Dieser verlegte daraufhin ein Altersheim aus Hämelschenburg nach Himmelpforten. 1964 löste sich die Stiftung "Rettungshaus Himmelpforten" aus wirtschaftlichen Gründen auf, schloss das Sprengelheim und übertrug das Eigentum am Haus dem Birkenhof e.V., der es künftig als Altersheim weiterbetrieb. 2016 wurde das Steinmetzhaus dann auch vom Birkenhof aufgrund hoher Brandschutzkosten veräußert. Bis 2018 wurde das Haus aufwändig saniert und dient nun als Wohnobjekt. Bethel im Norden betreibt auf dem Nachbargrundstück ein neues Birkenhof-Steinmetz-Haus als Neubau.